# Jimmy Rip
Jimmy Rippetoe (Nueva York, 15 de marzo de 1956) conocido como Jimmy Rip es un guitarrista, compositor, productor y director musical estadounidense. Es conocido por sus trabajos con Jerry Lee Lewis, Mick Jagger, Michael Monroe, Tom Verlaine, entre otros y también por ser el guitarrista de la banda neoyorquina Television.
Es guitarrista y vocalista de la banda de origen argentino Jimmy Rip and The Trip.
Ha trabajado como guitarrista de sesión, músico de apoyo en giras, compositor para programas de televisión y películas, director musical, arreglador y productor.

## Carrera
Posteriormente trabajó como director y guitarrista en el álbum solista de Mick Jagger, Wandering Spirit, el disco más vendido del cantante de los Rolling Stones.
En 1997, lanzó su primer álbum solista Way Past Blue. Ese mismo año viajó por primera vez a Argentina para colaborar con el cantante de la banda Ratones Paranoicos,  Juanse en su primer disco solista Expresso Bongo. En esa oportunidad conoció al mítico guitarrista argentino Pappo.
En 2006, Rip trabajó como productor y guitarrista con Jerry Lee Lewis para su álbum Last Man Standing. Un año después se unió a la banda Television, tras la partida del segundo guitarrista Richard Lloyd.
En abril de 2009, realiza una gira por Argentina de la mano del productor y guitarrista Rod Costa; juntos realizaron una gira de 15 conciertos que incluyeron una presentación en el estadio River Plate junto a Ratones Paranoicos, abriendo para la banda neoyorquina Kiss. También tocó con el cantante Andrés Ciro Martínez (exlíder de la banda argentina Los Piojos).
Ese mismo año realizó una gira por Europa y colaboró con la banda croata Voodoo Lizards en su álbum debut.
Radicado desde 2010 en Buenos Aires, formó una nueva banda llamada Jimmy Ripp and The Trip acompañado de Luli Bass en bajo y Silvana Colagiovanni en batería, habiendo editado en 2012 un disco homónimo, con participación de invitados locales e internacionales.
En su nueva etapa, ha tocado en vivo junto a bandas argentinas como La 25, Guasones y de Uruguay como Buitres Después de la Una.  En 2014 produjo el duodécimo álbum de esta última, llamado Canciones de una noche de verano. También tocó con Airbag en la reapertura de The Roxy + La Viola Bar en Buenos Aires en agosto de 2017.
A lo largo de su carrera, ha colaborado con múltiples artistas, entre ellos Kid Creole & the Coconuts, Mick Jagger, Jerry Lee Lewis, The Rolling Stones, etc.